# Sony Ericsson Xperia Arc
Chiếc Sony Ericsson Xperia Arc là một chiếc điện thoại thông minh mới từ. Xperia Arc được tung ra vào đầu năm 2011.

## Cơ bản
Xperia Arc chạy hệ điều hành Android 2.3.
Màn hình 4.2" với công nghệ BRAVIA của Sony Mobile cho phép bạn xem ảnh và video sống động và chân thực.
Arc còn được trang bị cảm ứng Exmor R, cho phép bạn quay những thước phim có chất lượng cao và ổn định tại các khu vực có ánh sáng yếu, và bạn có thể xem chúng trực tiếp với chất lượng HD trên TV thông qua cổng kết nối HDMI.

## Tiếp nhận
Xperia Arc lần đầu tiên được tiết lộ vào ngày 5 tháng 1 năm 2011 tại CES 2011
. Nó đã nhận được nhiều lời khen ngợi về tính năng cũng như thiết kế.

## Tính năng

### Hiển thị
- Màn hình chạm 4.2" với độ phân giải 854 × 480 pixels (FWVGA)
- Hiện thị 16,777,216 màu TFT
- Kính chống vỡ

### Màu thiết bị
Chiếc điện thoại này có 2 phiên bản màu
- Midnight Blue
- Misty Silver

### Thuộc tính vật lý
Kích thước: 125.0 × 63.0 × 8.7 mm; 4.9 × 2.5 × 0.34 inches

Trọng lượng với pin: 117 grams; 4.1 ounces

### Pin
Lithium-Polymer, 1500 mAh.
Thời gian thoại:

GSM: 7 h

HSDPA: 7 h
Thời gian chờ:

GSM: 400 - 430 h
Nghe nhạc: tới 31 h

### Công nghệ
GSM 1800, GSM 1900, GSM 850, GSM 900, WCDMA/UMTS 800. WCDMA/UMTS 850, WCDMA/UMTS 900, WCDMA/UMTS 1900, WCDMA/UMTS 2100